# Jižní Dublin

Jižní Dublin

Jižní Dublin (irsky Áth Cliath Theas, anglicky South Dublin) je část irského hrabství Dublin nacházející se na východě země v bývalé provincii Leinster.
Hlavním městem Jižního Dublinu je Tallaght. Rozloha činí 222,7 km² a žije v něm 265 174 obyvatel (2011).
Fingal používá stejné SPZ jako celé hrabství Dublin, tedy D.